# Distrigaz Sud
GDF SUEZ Energy Romania este o companie de distribuție în industria gazelor naturale din România. Compania a fost creată în anul 2000, când Guvernul României a hotărât restructurarea Romgaz, din restructurare rezultând și compania Distrigaz Sud.
În luna iunie 2005, Gaz de France a achiziționat de la statul român 30% din acțiunile Distrigaz Sud pentru 128 milioane Euro, după care a majorat capitalul cu încă 21% (183 milioane euro), valoarea totală a tranzacției ajungând pentru 51% la 311 milioane euro. În plus, Gaz de France a preluat datorii financiare nete în valoare de 95 milioane euro. În mai 2009, Distrigaz Sud și-a schimbat denumirea în GDF SUEZ Energy România.
GDF SUEZ Energy Romania distribuie gaze naturale în 17 de județe din partea de sud a țării, în Oltenia, Muntenia și Dobrogea și are aproximativ 1,4 milioane clienți în 611 localități. Rețeaua de conducte are lungimea de 17.000 km .
Din luna iulie 2006, modalitatea de facturare practicată de companie s-a modificat prin trecerea contorizării consumului de gaze de la metri cubi la kWh. Echivalentul unui metru cub de gaze este de 10 kWh.
Din volumul total distribuit de companie în anul 2005 de 4,2 miliarde metri cubi de gaze, compania a importat 1,7 miliarde metri cubi, adică 40% din volumul total distribuit.
GDF SUEZ Energy Romania a vândut 3,5 miliarde metri cubi de gaze în 2007, mai puțin cu 9,3% față de anul 2006 și a distribuit 5,1 miliarde metri cubi gaze, mai puțin cu 4,6% față de volumul de gaze distribuite în 2006.

## Rezultate financiare
Cifra de afaceri:
| An            | 2011 | 2008  | 2007 | 2006 | 2005 | 2004 | 2003    |
| ------------- | ---- | ----- | ---- | ---- | ---- | ---- | ------- |
| milioane Euro | 910  | 1.010 | 930  | 950  | 720  | 535  | 590 ($) |

Profit net:
| An            | 2011 | 2008 | 2007 | 2006 | 2005  | 2004 | 2003    |
| ------------- | ---- | ---- | ---- | ---- | ----- | ---- | ------- |
| milioane Euro | 79,6 | 34,9 | 54,6 | 44,8 | -0,38 | 1,5  | 4,4 ($) |

Număr de angajați:
| Data           | 2011  | 2008  | 2007  | 2006  | 2005   |
| -------------- | ----- | ----- | ----- | ----- | ------ |
| Număr angajați | 4.028 | 1.225 | 7.698 | 9.438 | 10.828 |